# Hải Dương chí lược
Hải Dương chí lược (chữ Hán: 海陽志略) hay Hải Đông chí lược là bộ sách viết về Hải Dương của Ngô Thì Nhậm gồm 4 quyển. Sách được viết trước khi ông đậu tiến sĩ vào năm 1772.
Hải Dương chí lược viết về sông núi, phong tục, nhân vật, đinh, thuế... của Hải Dương. Bộ sách được Phan Huy Chú đánh giá là "chép khá rõ ràng đầy đủ".